# QuteCom
A WengoPhone egy szabad szoftver és egy VoIP-szolgáltatás egyben, amit az OpenWengo Csoport GNU GPL licenc alatt tett elérhetővé. Lehetővé teszi a számítógépünkről történő ingyenes telefonálást bármely másik felhasználónak, aki SIP-kompatibilis szoftvert használ. Ezenkívül lehetővé teszi vezetékes és mobilhívások kezdeményezését, valamint SMS-üzenetek küldését és videóhívásokat. Ellentétben a legelterjedtebb megoldással a Skype-pal, ezen funkciók mindegyike szolgáltatófüggetlen.

## Tulajdonságok
A szoftver a többi Softphone alkalmazáshoz (egy számítógépen futó telefon-szoftver) hasonlóan probléma nélkül működik a legtöbb tűzfal és NAT-Router mögötti hálózatról, mivel többek közt képes a 80-as TCP-portot is használni. (Ez a port alapvetően a webes adatforgalomra van lefoglalva, s ezáltal korlátozás nélkül használható.)
A WengoPhone a Skype-pal ellentétben az SIP nevű nyílt protokollt használja.
Ebből következő előnyök:
- Bármely IP-telefon, Softphone vagy egyéb készülék elérhető ami az internetre csatlakozik és támogatja az SIP szabványt.
- Bármely két SIP-t használó készülék között ingyenesen telefonálhatunk, ha azonos szolgáltatóhoz tartoznak vagy IP-kapcsolaton elérhetőek.
- Míg a Skype egy központi szervert használ a bejelentkezésre addig az SIP szerverek függetlenek egymástól, ami egy hacker-támadás, vagy technikai probléma esetén azt jelenti, hogy csak az adott szolgáltató ügyfelei válnak elérhetetlenekké, míg a többieket nem érinti a probléma.

A WengoPhone lehetővé teszi a videotelefonálást (megfelelő internetkapcsolat esetén akár teljes képernyőben), az azonnali üzenetküldést és SMS-küldést is.
A hívás és kontaktlistákat a helyi gépen tárolja. Később várható, hogy ezen adatok egy központi szerveren is tárolhatóak lesznek.

## Fejlesztési irányok
Tervezik a helyi hívások, VoiceMail, hívásátirányítás, konferenciabeszélgetés (hang és videótelefonálás esetén is), személyes információmenedzsment (PIM) adatok szinkronizálásának ill. egy központi kontaktlista megvalósítását. További cél a platformfüggetlenség növelése, az alkalmazás elérhetővé tétele FreeBSD, további Mac OS X verziók és PocketPC-k alatt.

## Verziók

### WengoPhone Classic
Az OpenWengo csoport által készített szabad szoftver. Az OpenWengo Csoport célja egy termelékeny szoftverfejlesztői platform létrehozása a VoIP-technológiák elterjesztéséhez.

### WengoPhone 2.x
A WengoPhone 2.x (WengoPhone NG) egy szabad VoIP-, videókonferencia- és Multi-Protokoll kliens, amit az OpenWengo-Projekt GPL alatt tett közzé.
A WengoPhone 2.x a SIP-szabvány által lehetővé teszi az ingyenes VoIP-beszélgetéseket bármely SIP-szolgáltató felé. Emellett a vezetékes telefonvonalak hívására is lehetőségünk van.
Az alábbi IM-szolgáltatások használata is elérhető: MSN Messenger, Jabber (pl. Google Talk), OSCAR (AIM/ICQ), Yahoo! Messenger, iChat.

### Firefox kiterjesztés
A Mozilla Firefox böngésző időközben elavult 1.5-ös verziócsaládjához létezik egy kiterjesztés Windowsra, Mac OS X-re és GNU/Linuxra, ami lehetővé teszi a böngészőn keresztüli telefonálást.

## Aktuális verzió
- QuteCom 2.2 RC3, 2008. december 18. (Windows, Linux, Mac OS X)
- WengoPhone Classic 0.99 (Windows) 0.958m (Linux) 2005. december
- Firefox kiterjesztés 0.68 2006. február 2.
- WengoPhone PDA 1.0 Beta 2006. május 24.
- WengoPhone SmartPhone 1.0 RC2 2006. június 1.